# Мутезиус, Герман
Герман Мутезиус (нем. Hermann Muthesius, 20 апреля 1861, Гроснойхаузен — 26 октября 1927, Берлин) — немецкий архитектор рационалистического течения, писатель и теоретик. Один из главных теоретиков и практиков европейского функционализма. Ключевая фигура переходного времени от концепции «Движения искусств и ремёсел» к интернациональному модернизму и концепции Баухауса. Критик искусства ар-нуво и один из основателей Германского Веркбунда.

## Биография

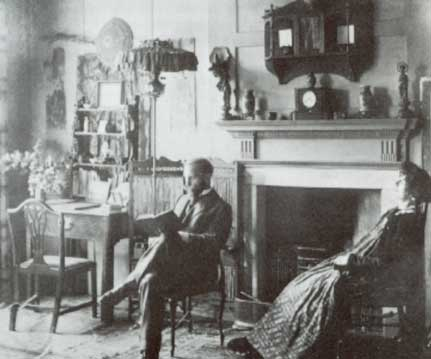
Анна и Герман Мутезиусы в своём доме «Приор», Хаммерсмит (Лондон). 1900

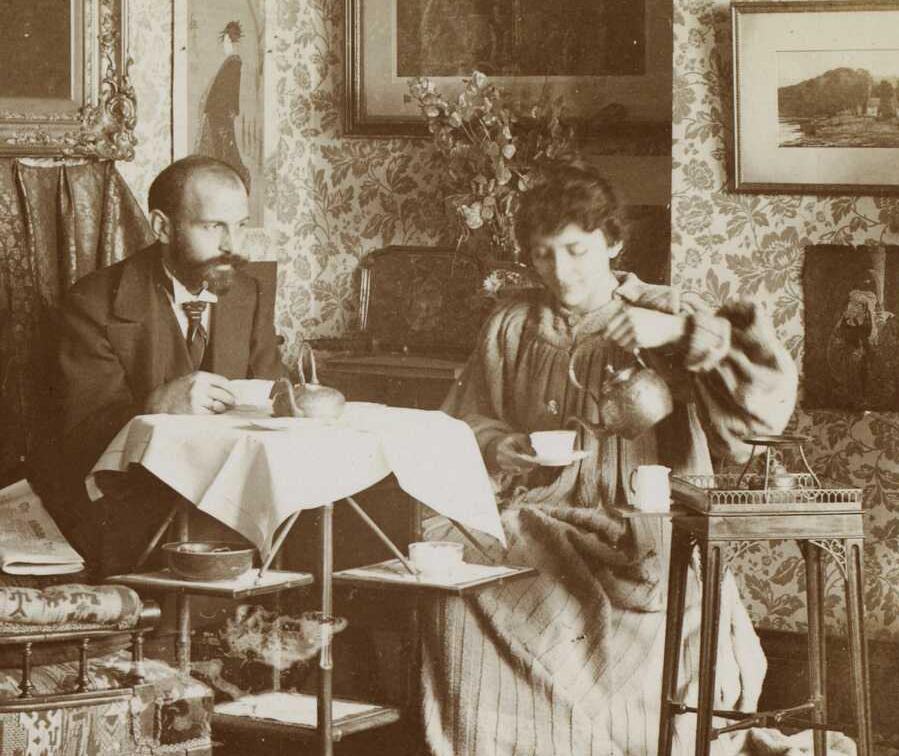
Анна и Герман Мутезиусы. Берлин. 1900

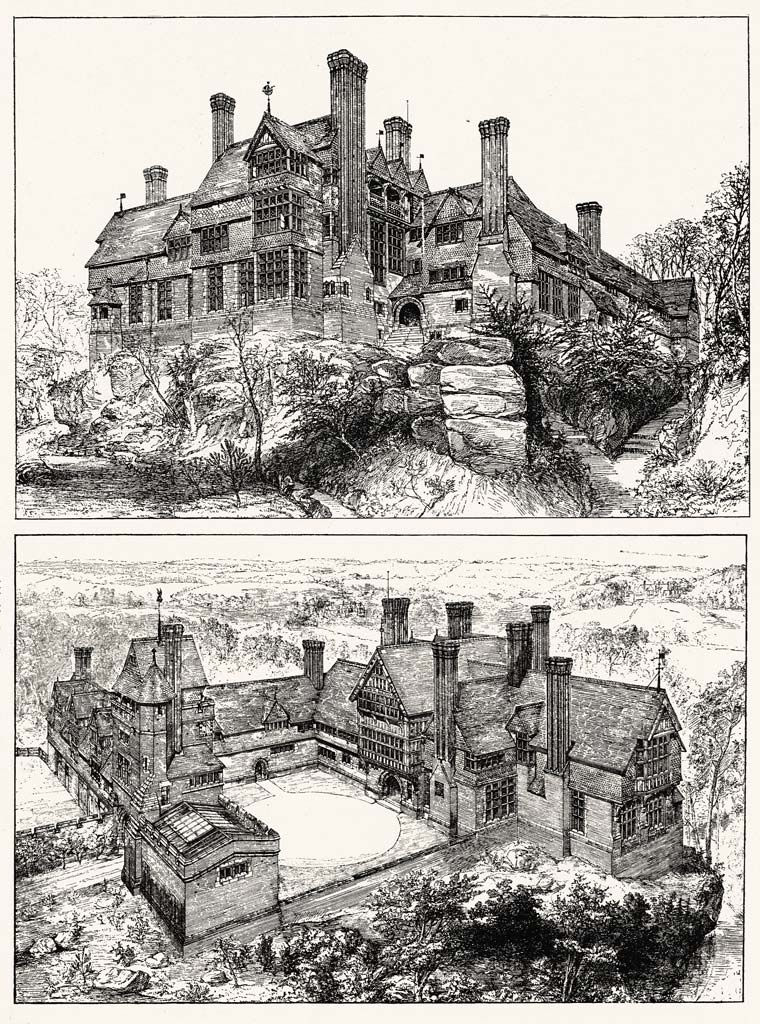
Н. Шоу. Лейес Вуд, загородный дом в Сассексе. 1868. Иллюстрации из книги Германа Мутезиуса «Английский дом». 1904

Адам Готлиб Герман Мутезиус родился в Гроснойхаузене, недалеко от Эрфурта, Тюрингия, в 1861 году в семье мастера-каменщика и строительного подрядчика. До четырнадцати лет посещал начальную школу и в то же время брал уроки у местного пастора. Учился техники кирпичной кладки у отца. После годичного подготовительного курса посещал четыре класса реальной гимназии в Лейпциге. Затем изучал историю искусств и философию в Берлинском университете, в течение года (1882—1883) был на военной службе в качестве добровольца, затем перешёл в Королевскую высшую техническую школу (Берлин-Шарлоттенбург), где до 1887 года изучал архитектуру. Работал помощником Пауля Валло на строительстве здания Берлинского Рейхстага (1884—1894). Три года трудился в немецкой строительной фирме «Ende & Böckmann» в Японии и путешествовал по другим странам Азии (1887—1891). Затем изучал архитектуру в Италии.
После обучения Мутезиус начал карьеру государственного служащего, работал архитектором в проектном бюро Министерства общественных работ Пруссии — там он проектировал, среди прочего, мост Левенсау через Кильский канал, жилые и административные здания. В течение года был заместителем редактора официальных прусских журналов по строительству. После семимесячной учебной поездки по Италии женился на художнике-модельере одежды и певице Анне Триппенбах. Его жена писала об «антимоде» и о том, что, по её мнению, немецкие производители одежды уродуют женщин. Её книга с обложкой, разработанной художницей из Глазго Фрэнсис Макдональд, считается важным вкладом в движение «Художественное платье» (Artistic Dress movement).
В 1896—1903 годах Герман Мутезиус занимал пост атташе по техническим и культурным вопросам в посольстве Германии в Лондоне. Написал бесчисленное количество отчётов об английской архитектуре, образовании в области художественного проектирования, выставках, а также инженерных новшествах, большинство из которых были опубликованы в центральной газете строительного управления. Изучал архитектуру традиционного английского дома. По результатам работы написал трёхтомную монографию «Английский дом» (Das englische Haus), в которой отстаивал необходимость преодоления старой академической архитектуры периода историзма и эклектики в пользу рациональной конструкции, ориентированной непосредственно на функцию. Второе издание 1903 года он дополнил резкой критикой культуры модерна, который он, как и все предыдущие стили XIX века, считал результатом временной моды в Германии. Мутезиус добился особого авторитета в качестве эксперта по английским реформаторским движениям в декоративном искусстве и архитектуре, а между 1904 и 1914 годами он стал одним из самых востребованных лекторов по вопросам современного строительства.
Мутезиус специально посетил столицу Шотландии Глазго чтобы изучить опыт работы выдающегося мастера Чарльза Ренни Макинтоша. Он написал статью о Школе Глазго в журнале «Декоративное искусство» (Dekorative Kunst, 1905), в которой сетовал на невознаграждённую борьбу Макинтоша за то, чтобы «поднять знамя Красоты в густых джунглях уродства». Идейно примыкал к эстетике английского движения «Искусства и ремёсла».
По возвращении в Германию в 1904 году Герман Мутезиус получил приглашение в Технический университет Дармштадта в качестве профессора истории искусств, но отказался, чтобы стать тайным советником в прусском Министерстве торговли, где он отвечал за реформу художественно-ремесленных школ до выхода на пенсию в 1926 году.
Как архитектор с 1904 года он создал более сотни построек и прославился в основном проектами загородных домов, вдохновлёнными английскими коттеджами. Он стал одним из инициаторов так называемого «Движения загородных домов» (Landhausbewegung) в Германии. Его лекция 1907 года в Берлинском коммерческом колледже вызвала протест со стороны группы экономически ангажированных лиц, скандал, который получил известность как «дело Мутезиуса» (Fall Muthesius). Архитектор был публично обвинён членами «Торговой ассоциации экономических интересов искусства и ремёсел» (Fachverband für die wirtschaftlichen Interessen des Kunstgewerbes) в критике качества немецкой промышленной продукции на мировом рынке.
Это событие спровоцировало создание Германского Веркбунда — «Германского производственного союза», независимого объединения прогрессивно мыслящих художников, архитекторов, мастеров художественных ремёсел (Kunstgewerbe), предпринимателей, промышленников и экспертов (Vereinigung von Künstlern, Architekten, Unternehmern und Sachverständigen).
Поскольку Мутезиус по политическим причинам и соображениям своего государственного престижа не смог стать членом учредительного собрания, он не был избран членом правления союза до 1908 года. С 1910 по 1916 год он занимал должность второго председателя и в этой функции оказывал значительное влияние на художественную программу немецкого Веркбунда до 1914 года. Однако своим участием в разработке концепции выставки Кёльнского отделения Веркбунда 1914 года, а также лекцией под названием «Работа Веркбунда будущего» (The Werkbundarbeit of the future), он вызвал бурю протеста и со стороны художников. Дебаты по поводу этой лекции, впоследствии получившие известность как «спор о типах» (Typenstreit), поставили Веркбунд на грань раскола. Помимо прямой конфронтации с Анри ван де Велде, были также закулисные споры с Вальтером Гропиусом, будущим основателем Баухауса, который тщетно пытался добиться исключения Мутезиуса из Веркбунда.
Мутезиус участвовал в 1909 году в создании первого немецкого города-сада Хеллерау (пригород Дрездена) по английской модели, где он спроектировал несколько отдельных домов и целые улицы. Считается вероятным, что его отношения с производителем мебели (Deutsche Werkstätten für Gestaltungskunst Hellerau) и социальным реформатором Карлом Шмидт-Хеллерау, основателем «города-сада», оказали значительное влияние на формирование немецкого движения за новое искусство. Проектирование Хеллерау также было тесно связано с деятельностью Германского Веркбунда. Среди многих сотрудников Муфезиуса был немецкий социалист-градостроитель Мартин Вагнер, который широко применял уроки «города-сада» к строительству Берлина с 1924 по 1932 год.
По некоторым данным, именно Мутезиус в 1912 году разработал по заказу «Общества электрического освещения 1886 года» (фактически российского филиала компании Siemens & Halske) проект первой в России торфяной электростанции «Электропередача», позже расширенной и перестроенной советскими архитекторами.
В начале 1920-х годов Мутезиус по-прежнему строил большое количество домов и опубликовал несколько руководств по строительству домов и поселений, но на фоне новейших достижений в архитектуре он казался ретроградом и сторонним наблюдателем. Мутезиус погиб в результате трамвайной аварии в октябре 1927 года во время посещения стройки в районе Берлин-Штеглиц. Там его именем названа улица.
В 1907 году в Киле открылась Муниципальная школа художественных ремёсел (Städtische Handwerker und Kunstgewerbeschule). После Второй мировой войны, в 1945 году, школа была переименована в «Школу ремесла и прикладного искусства Киля имени Мутезиуса» (Muthesius-Werkschule Kiel für Handwerk und angewandte Kunst). Сын архитектора и теоретика Эккарт Муфезиус также стал архитектором.

## Концепция
Герман Мутезиус считается последователем архитектора рационального течения венского модерна и теоретика Леопольда Бауэра, а также отцом функционализма в архитектуре. Такое определение, вдохновлённое дебатами о «функциональной архитектуре» 1960-х годов, проблематично, поскольку этот термин нигде не встречается в трудах самого Мутезиуса. Герман Мутезиус выступал за рационализм против эстетики модерна, в качестве примера он приводил простую и рациональную английскую архитектуру того времени, и тем самым оказал значительное влияние на Вальтера Гропиуса, основавшего в 1919 году Баухаус, а также на Ле Корбюзье и Людвига Мис ван дер Роэ.
Мутезиус мало симпатизировал зарождающемуся модернизму, считая и модерн, и модернизм, и поздние проекты Баухауса такими же поверхностными, как и неостили девятнадцатого века. Основополагающий термин Мутезиуса — «объективность» (Sachlichkeit): чем более произведения декоративно-прикладного искусства и архитектуры достигают объективности в проектах и выполнении, тем ярче будут отражаться в них типические черты современности, и тем более вероятно, что они могут однажды прийти к действительно современному стилю. Такой «предметный стиль» (Sachlichkeits-Stil) как аутентичное самовыражение исторической неповторимости эпохи и «культуры народа» (Kultur eines Volkes), и будет подлинно современным в отличие от всех более или менее индивидуальных или просто модных художественных новаций художников модерна.
Чтобы обосновать «объективность» как всеобъемлющую характеристику культуры, Мутезиус ссылается на неудержимый технический прогресс, пронизывающий все сферы жизни, который он прямо приветствует, в отличие от английских реформаторов Уильяма Морриса и Джона Рёскина. Мутезиус также считал частью этого прогресса промышленный способ производства, который всё более заменяет традиционные художественные ремёсла, поэтому он считал сотрудничество между художниками и промышленниками основополагающей идеей Германского Веркбунда.
Российские исследователи В. С. Горюнов и М. П. Тубли назвали Г. Мутезиуса, вероятно, по причине его службы государственным чиновником (причина, по которой его значение до сих пор недооценено) «главным выразителем интересов крупной буржуазии в среде деятелей Веркбунда». Вся его теоретическая программа «основывалась на стремлении повысить конкурентноспособность немецких товаров, создать такую систему художественно выразительных форм, которая бы в наибольшей степени отвечала технологическим возможностям промышленного производства». Однако всё его творчество противоречиво: «Взгляды самого Мутезиуса синтезировали неоромантические и рационалистические идеалы». Сторонник английской архитектуры, как теоретик он был апологетом «интернационального стиля».

## Галерея

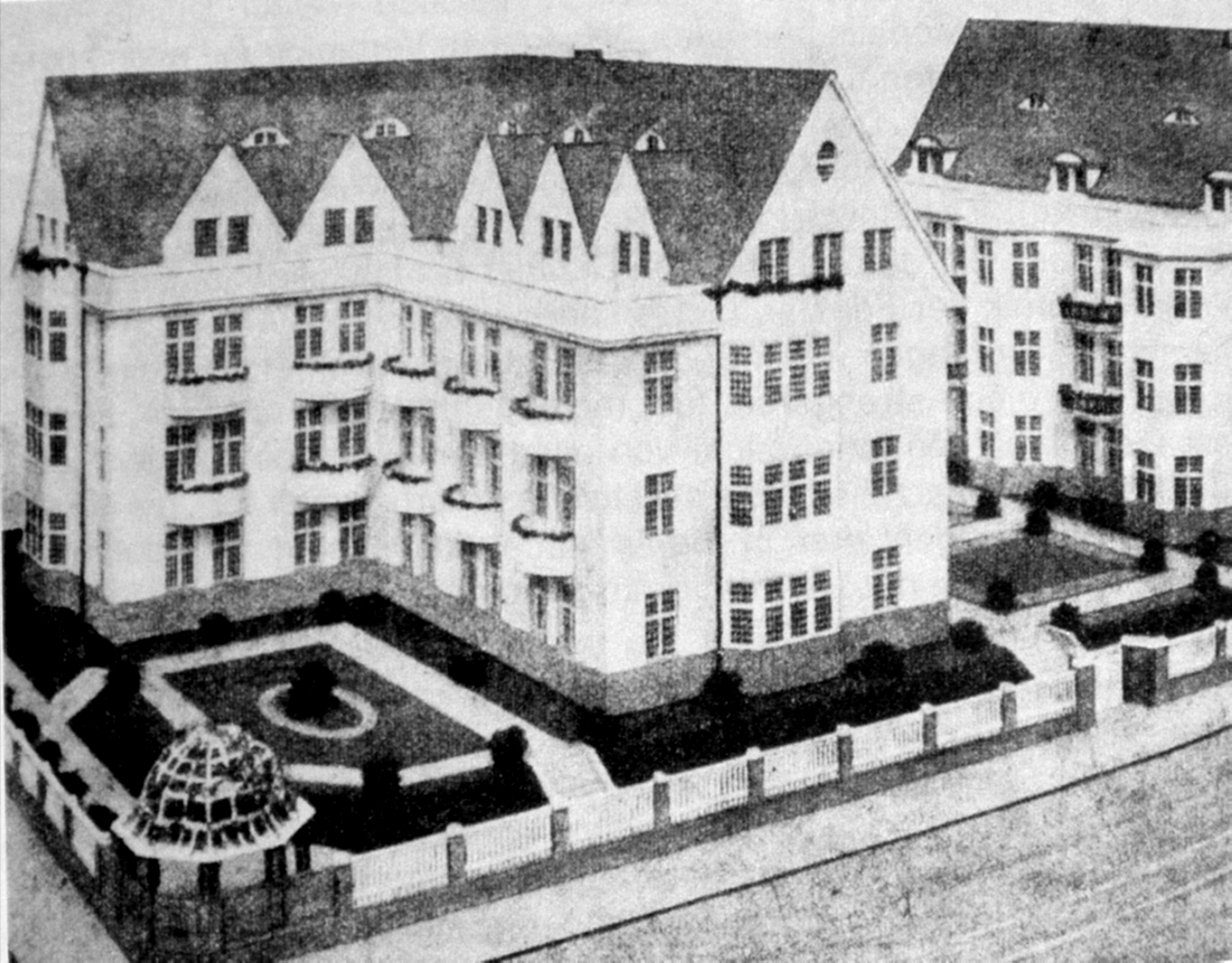
Типовой дом с кухней. Проект. 1908
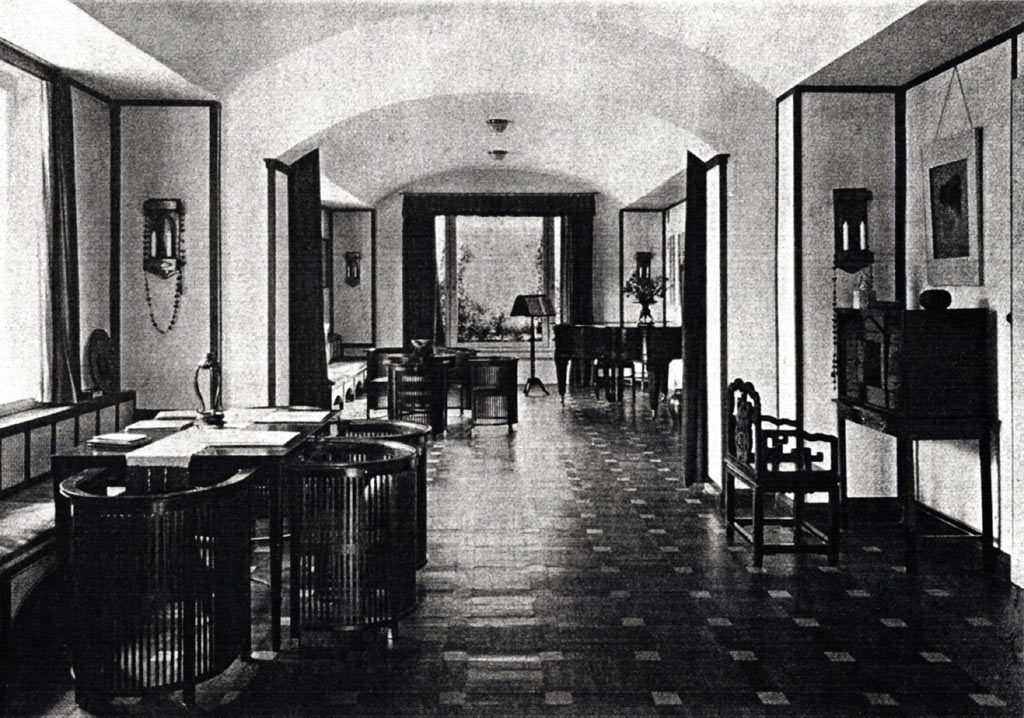
Музыкальная комната частного дома. 1908-1909
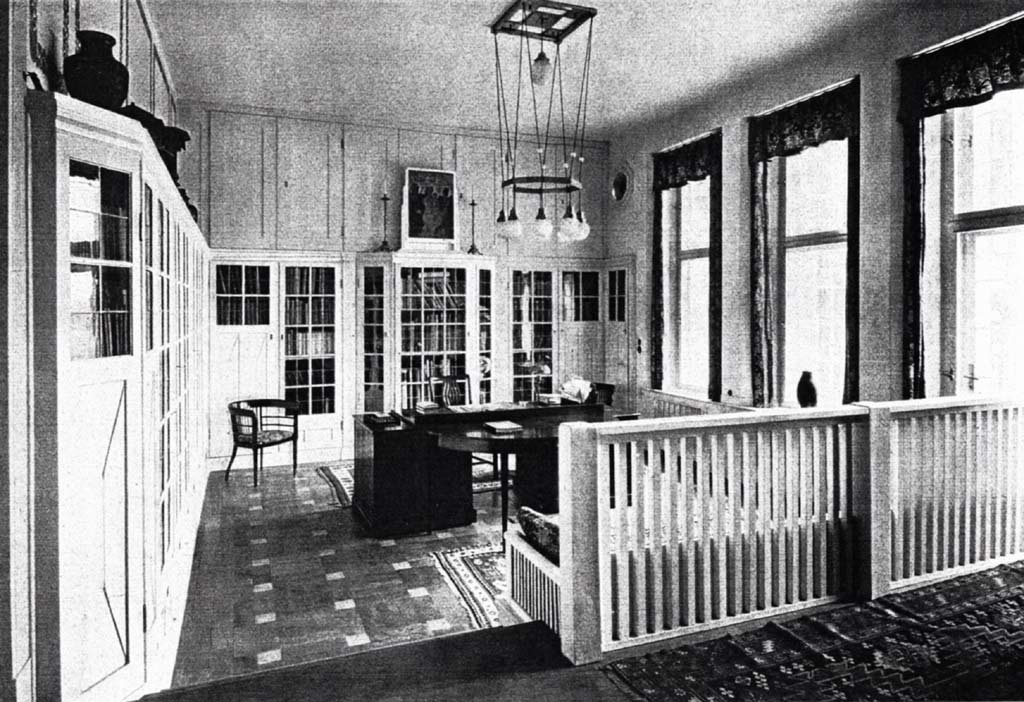
Дом Мутезиуса. «Мужская комната»
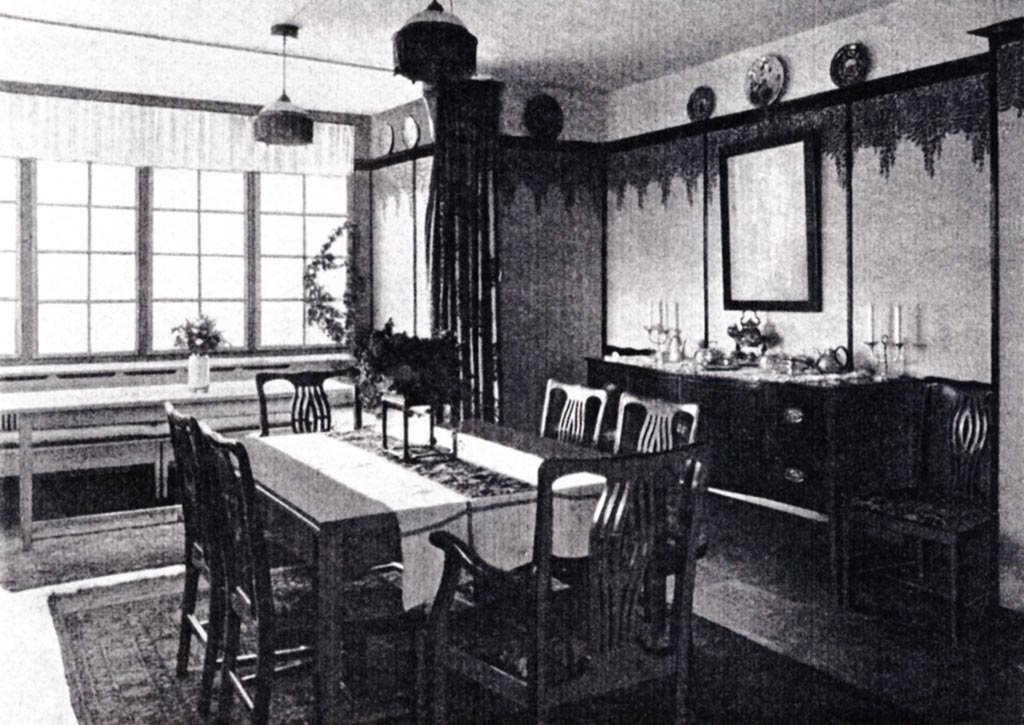
Дом Мутезиуса. Столовая
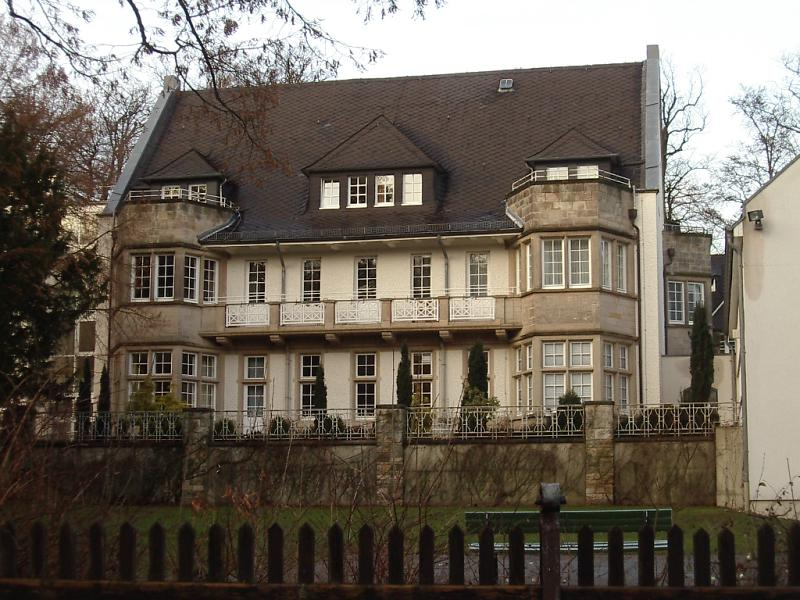
Вилла Мутезиус. Кассель
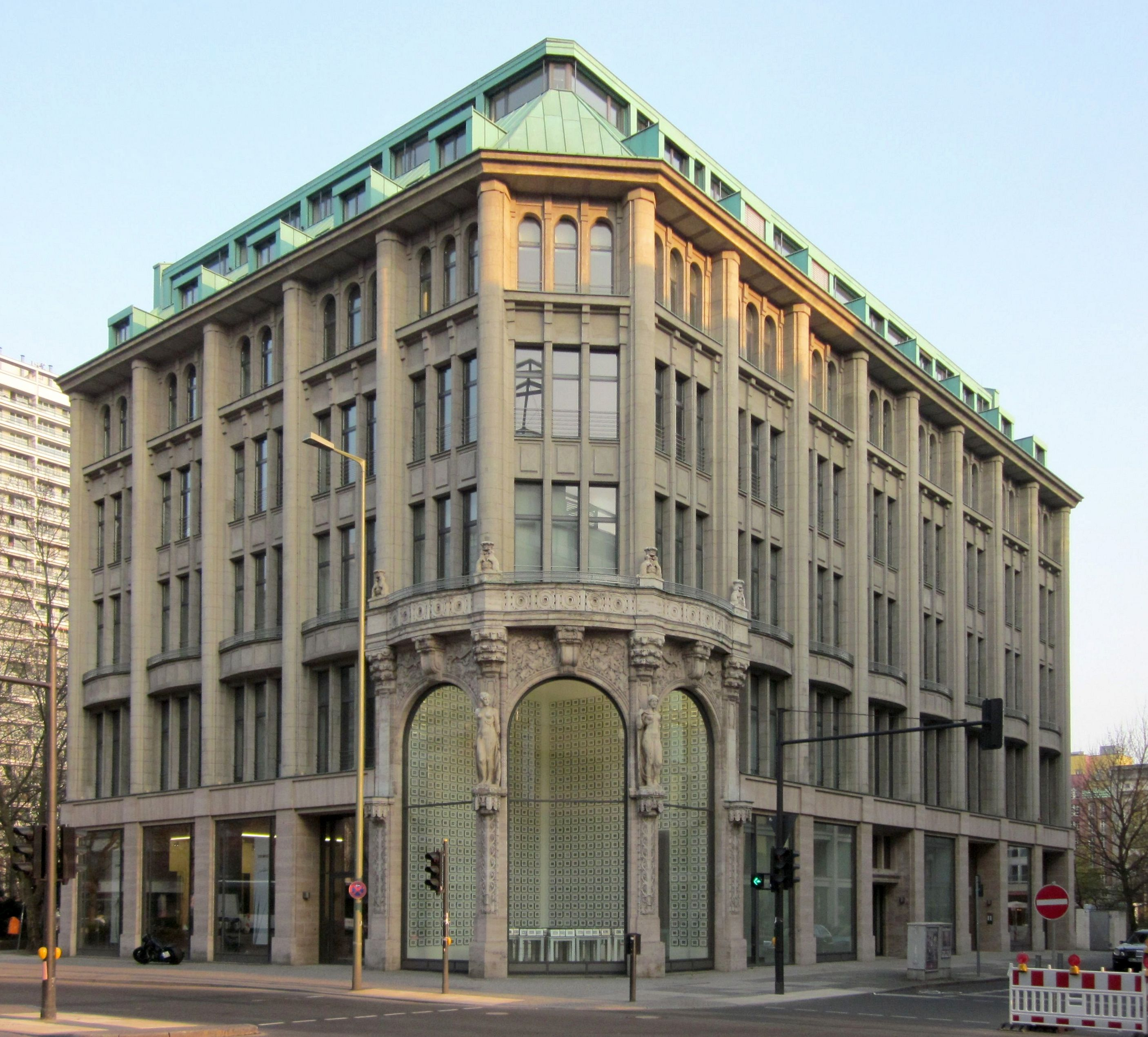
Дом женской моды (Damenmodehaus). 1913. Берлин-Митте, Лейпцигерштрассе
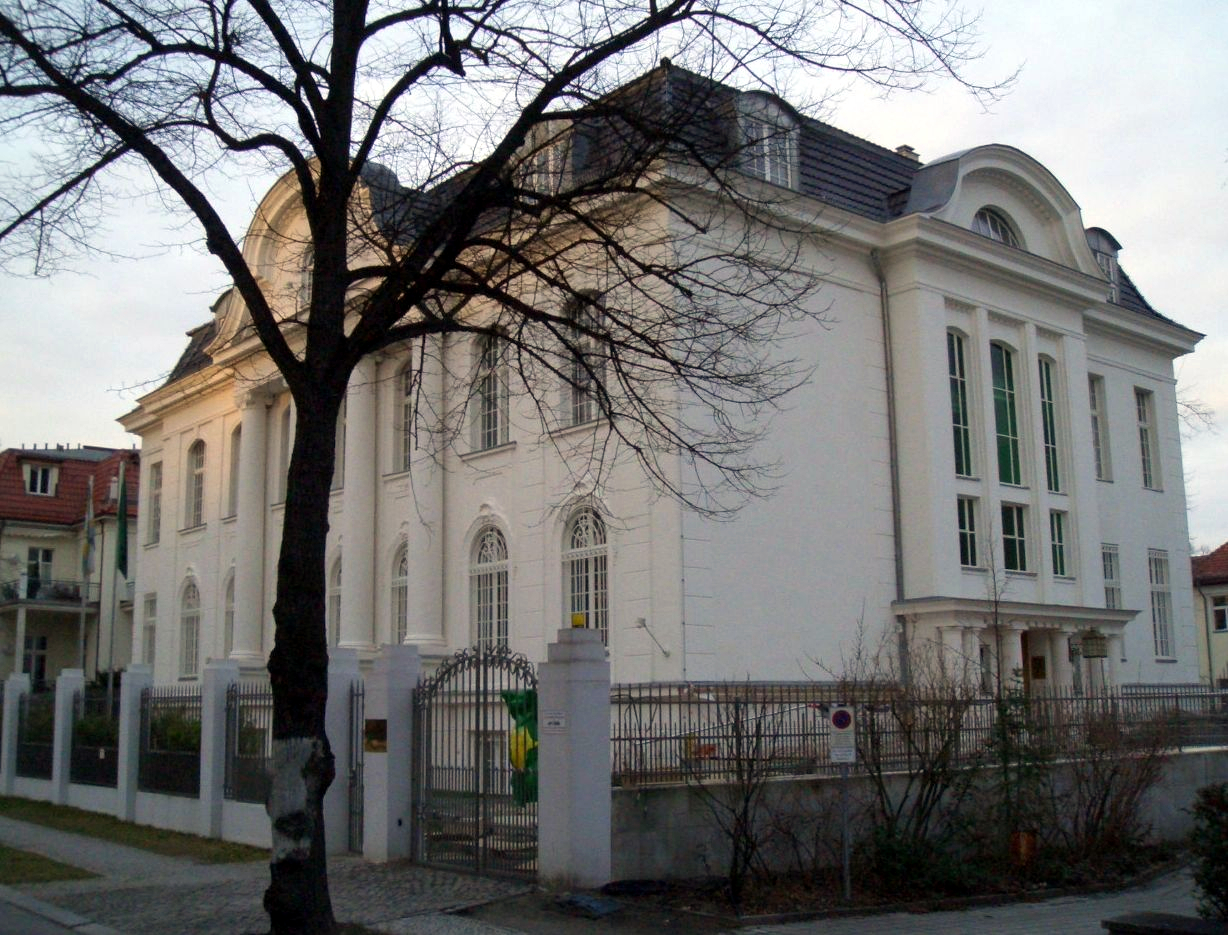
Здание Посольства Ливии. Берлин-Далем
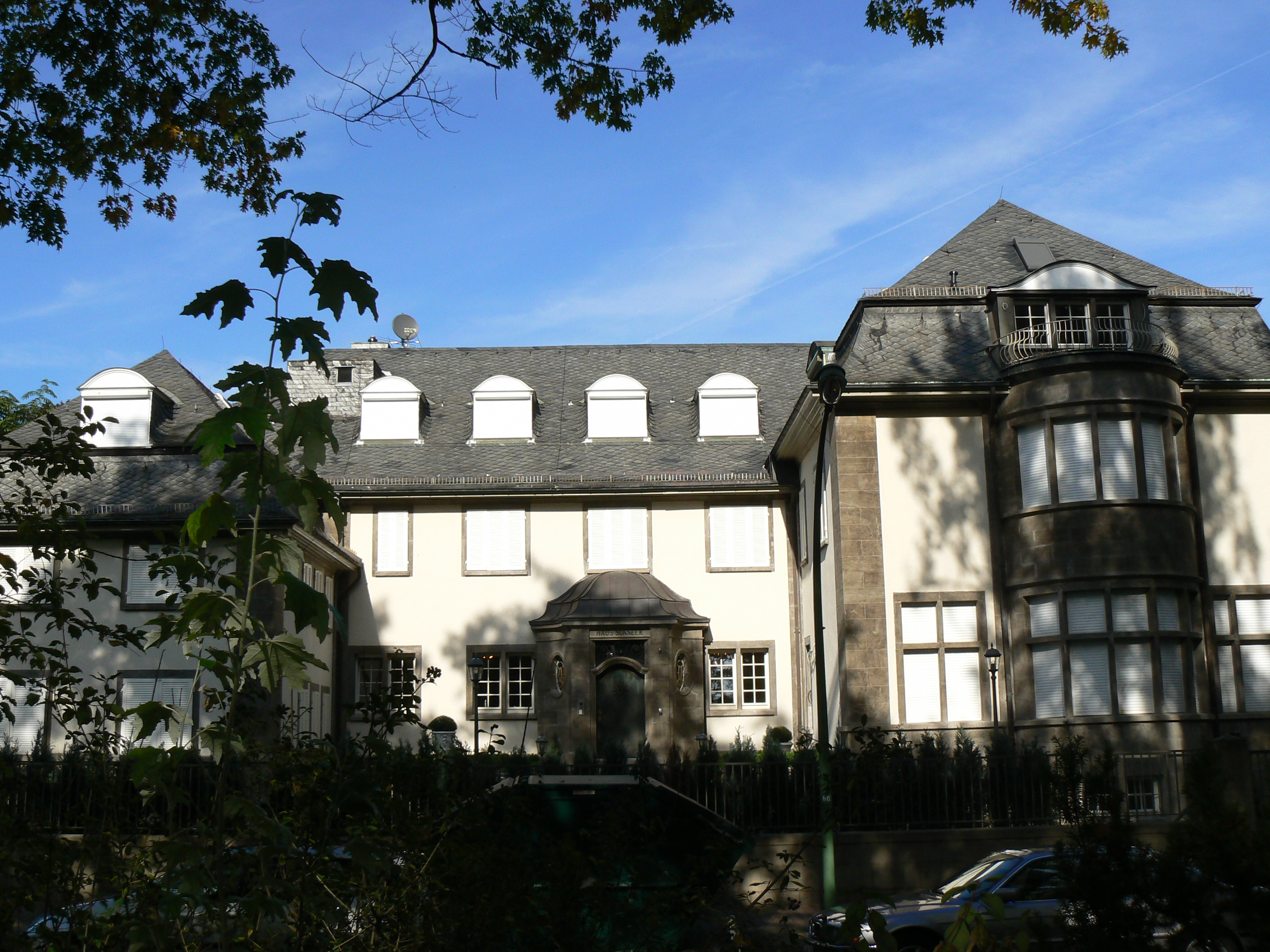
Вилла Зоннек. Франкфурт-на-Майне. 1910
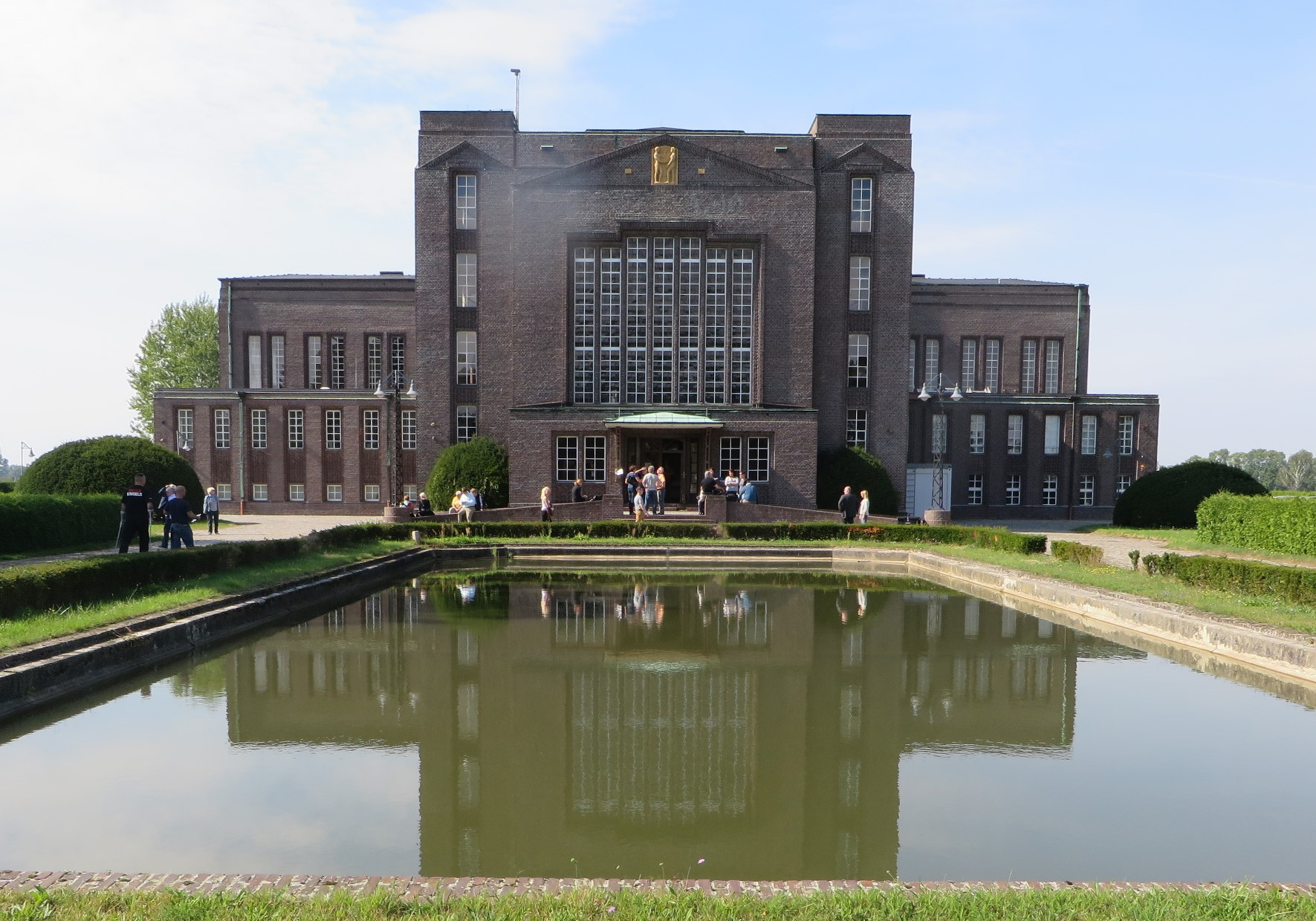
Здание Большой радиостанции

## Основные публикации
- Stilarchitektur und Baukunst. 1902
- Das englische Haus. 1904
- Wie baue ich mein Haus. 1915
- Muthesius, Hermann. Kleinhaus und Kleinsiedlung. — Munich, Germany : F. Bruckmann, 1920.